# Pseudbarydia selene
Pseudbarydia selene är en fjärilsart som beskrevs av Heinrich Benno Möschler. Pseudbarydia selene ingår i släktet Pseudbarydia och familjen nattflyn. Inga underarter finns listade i Catalogue of Life.